# Epidendrum radioferens
Epidendrum radioferens là một loài thực vật có hoa trong họ Lan. Loài này được (Ames, F.T.Hubb. & C.Schweinf.) Hágsater mô tả khoa học đầu tiên năm 1977.